# Freitag Tower
Der Freitag Tower ist ein Bauwerk in Zürich, das als Verkaufslokal und Aussichtsplattform genutzt wird. Der Turm besteht aus insgesamt 17 gebrauchten Überseecontainern. Er steht im Industriequartier in der Nähe des Bahnhofs Hardbrücke.
Die Plattform in 26 Metern Höhe kann über 110 Stufen erreicht werden. Die Treppe befindet sich im Innern von neun übereinander gestapelten Containern. Die vier untersten Schichten Container sind dabei Verkaufsräume der Firma Freitag.
Die Plattform ermöglicht eine Sicht über das Gleisfeld im Vorbahnhof des Hauptbahnhofs, zum Prime Tower, zur Hardbrücke, zum Uetliberg sowie über die Stadtkreise Wiedikon, Aussersihl und Industriequartier.

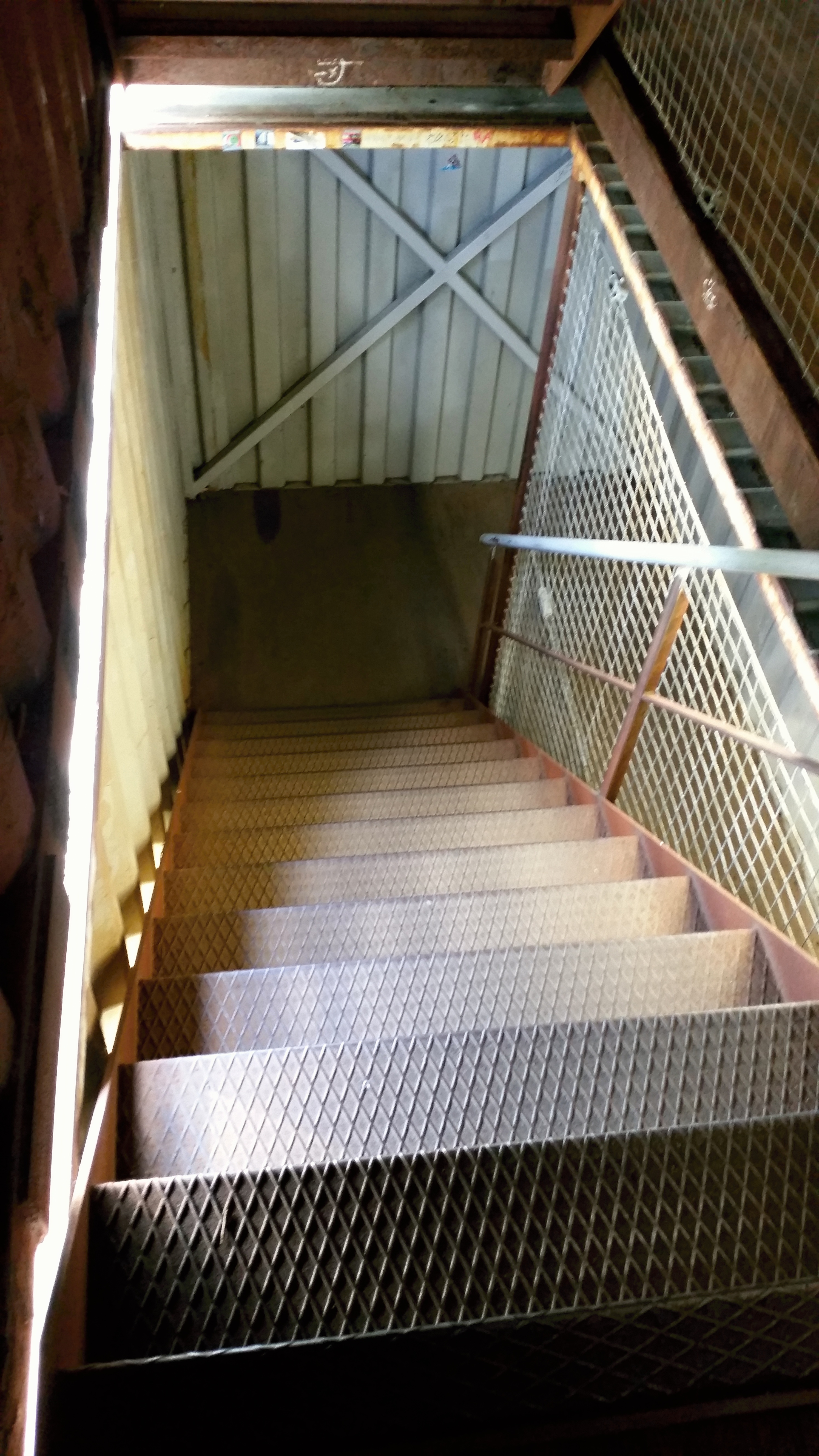
Treppe
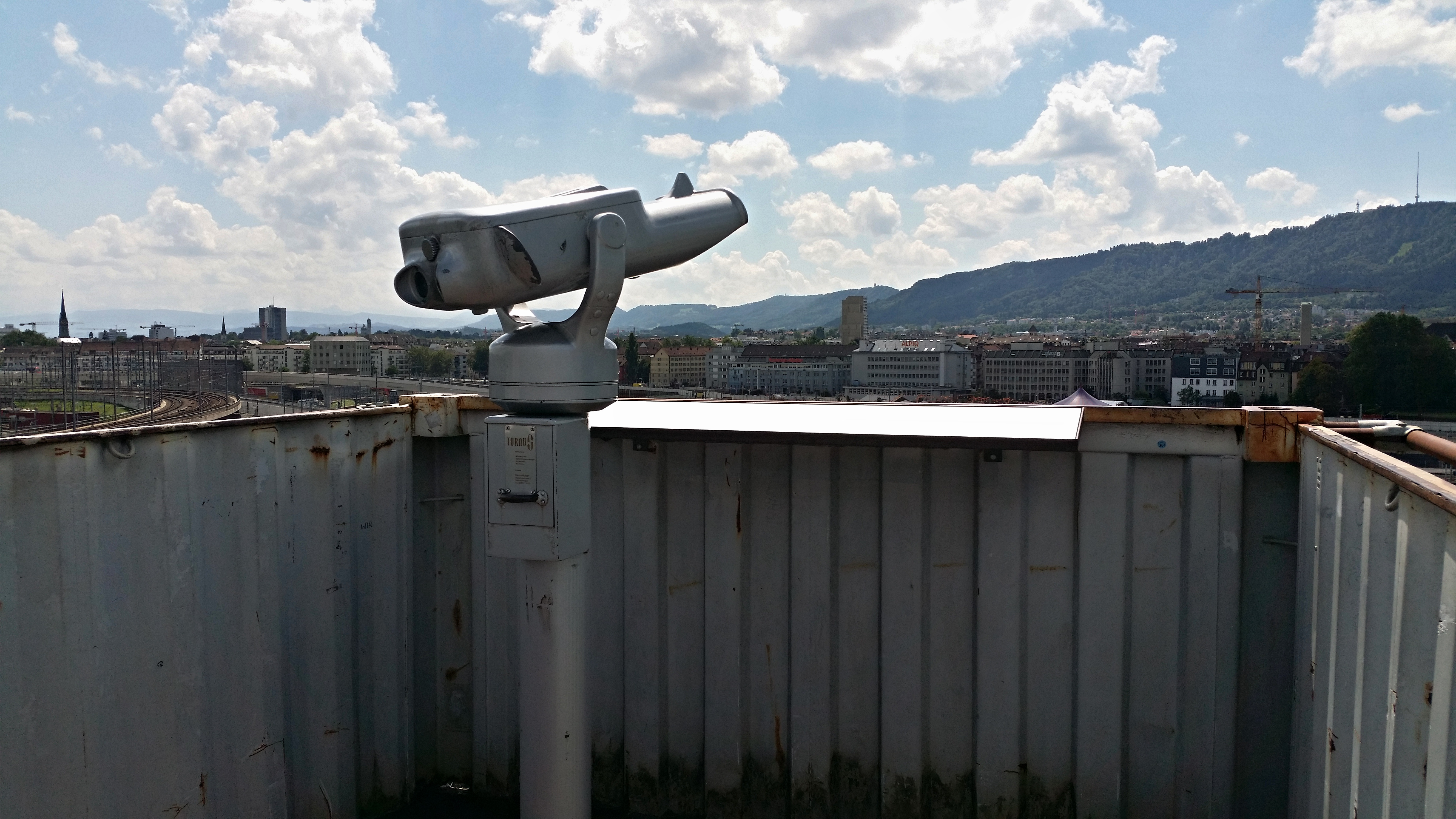
Aussichtsplattform